# Lunheng

Le Lunheng (sinogrammes traditionnels : 論衡, pinyin : Lùnhéng) est un texte classique chinois qui contient des essais critiques de Wang Chong (27-97) sur les sciences naturelles, la mythologie chinoise, la philosophie et la littérature.

## Histoire
Sur la base de ce qui y est annoncé au chapitre 38 (齊世, L’Égalité des âges, cité par Forke 1907:480), Forke (1907:9) tire la conclusion que le Lunheng date de la dernière dynastie Han. Fung (1953:151) ajoute que le Lunheng « a probablement été achevé » durant les années 82 et 83. « L’authenticité de l’œuvre n’a pas été remise en question », notent Pokora et Loewe (1993:309), et le texte « a peut-être été complété entre 70 et 80 » à partir d’essais plus anciens de Wang.
« Aucun commentaire du Lunheng ne semble avoir été rédigé avant le dix-neuvième siècle », écrivent Pokora et Loewe, ce qui est assez surprenant pour un texte chinois classique. Les premiers auteurs à le commenter furent Yu Yue 俞樾 (1821 † 1907), Sun Yirang 孫詒讓 (1848 † 1908), et Yang Shoujing 楊守敬 (1835 † 1915).

## Texte
Le titre Lunheng combine « lun » (論 ou 论) qui signifie « discuter, parler de, discourir » et « heng » (衡) qui signifie « mesurer, mettre en balance, juger, apprécier ».
Le Lunheng se structure en 85 pian (篇), c’est-à-dire sections ou chapitres, réparties en 30 juan (巻) c'est-à-dire livres ou volumes. Il comprend plus de 200 000 sinogrammes. De nos jours, il est le plus souvent formaté en 84 chapitres, car le 44e pian ne contient que le titre Zhaozhi (招致).
La première édition imprimée fut réalisée par Yang Wenchang (楊文昌), et a servi de base à de nombreuses éditions postérieures. Sa préface annonce que Yang a utilisé deux textes complets et sept textes partiels, et corrigé 11 259 caractères.

### Sources
- Chan, Wing-Tsit. 1963. A Source Book in Chinese Philosophy. Princeton University Press.
- Forke, Alfred, tr. 1907. Lun-hêng, Part 1. Philosophical Essays of Wang Ch'ung. Harrassowitz.
- Fung Yu-Lan. 1953. A History of Chinese Philosophy. 2 vols. E. J. Brill.
- Leslie, Donald. 1956. Contribution to a new translation of the « Lun heng », T'oung Pao 44:100-149.
- Pokora, Timoteus et Michael Loewe. 1993. « Lun heng 論衡 », dans Early Chinese Texts: A Bibliographical Guide, édité par Michael Loewe, University of California, Institute of East Asian Studies, p. 309-312.